# Creditori
Creditori (in svedese Fordringsägare) è una tragicommedia del drammaturgo svedese August Strindberg.
Scritto nel 1889, dopo la serie di tre opere che iniziava con Camerati, per poi continuare con Il padre e La signorina Julie. Con questa opera, per continuare il processo di evoluzione dell'autore partendo dalla complessità del Padre per arrivare al semplice, essenziale con questa opera.
Racconta la vicenda di un uomo, Gustav, che anni prima è stato abbandonato da sua moglie, Tekla, e per caso si ritrova nella stessa località balneare dove era stato con lei tempo addietro. In questo luogo incontra la ex moglie ed il suo attuale marito (Adolf).